# 南开大学泰达学院

天津南开大学泰达学院一景。

泰达学院是南开大学的一个分部，学院座落在天津经济技术开发区第三大街，由南开大学和天津经济技术开发区管理委员会共同投资于2000年建成第一期工程。泰达学院学生包括南开大学部分本科三年级学生，部分研究生一年级学生和部分南开大学远程教育学院学生。

## 组织机构
- 院长办公室
- 计算中心
- 图书资料中心

### 专业学院
- 泰达应用物理学院
- 泰达生物技术学院
- 泰达生态与环境学院（筹）
- 微电子研究所
- 工业工程系
- 跨国公司研究中心
- 物流管理系

### 物业管理
- 天津天孚物业管理有限公司